# كور بلومرز
كور بلومرز (بالهولندية: Cor Blommers)‏ (25 أكتوبر 1901 – 11 أكتوبر 1983) هو ملاكم هولندي راحل، مثّل بلاده في الألعاب الأولمبية الصيفية 1928.

## روابط خارجية
كور بلومرز على موقع أوليمبيديا (الإنجليزية)